# Neuhof (Haundorf)
Neuhof ist ein Gemeindeteil der Gemeinde Haundorf im Landkreis Weißenburg-Gunzenhausen (Mittelfranken, Bayern). Neuhof liegt teils in der Gemarkung Haundorf, teils in der Gemarkung Obererlbach.
Die Einöde liegt etwa 8,5 Kilometer nordöstlich der Stadt Gunzenhausen an der Bundesstraße 466, etwas südlich von Obererlbach und nördlich von Gutzenmühle. Haundorf liegt in südwestlicher Richtung. Westlich befindet sich das Waldgebiet Haundorfer Wald, nahe dem Ort fließt der dort entspringende Ziegelleitenbach in den Erlbach. Im Südwesten erhebt sich der Mittelberg.